# Гористий провулок (Київ)
Гори́стий прову́лок — провулок у Голосіївському районі міста Києва, селище Ширма. З'єднує різні частини Альпійської вулиці, утворюючи форму літери «Г». 
Прилучається Гориста вулиця.

## Історія
Провулок виник у 1950-х роках під назвою Нова вулиця, у 1955 році набув назву Єреванський провулок. Сучасна назва — з 1959 року.